# Cova Foradada (Calafell)
La Cova Foradada és un jaciment prehistòric que es troba a Calafell, (Baix Penedès, declarat Bé cultural d'interès local.
Situada al capdamunt del turó de l'Escarnosa, a una altitud de 110 m sobre el nivell del mar i a 1860 m de la línia de costa actual. Es tracta d'una petita cova en un aflorament calcari, erosionat i arrodonit per l'efecte de l'aigua. Està formada per dues sales a diferents nivells unides per una rampa. Al peu d'aquesta es forma un relleu circular, es tracta d'un peu de salt d'aigua o gorg, el qual ha produït una nova sortida que conforma una boca inferior. El seu nom, Foradada, el deu a l'entrada de la part superior, de forma circular i arrodonida.
El potencial arqueològic del lloc va ser descobert l'any 1997, fruit d'una trobada accidental, per part d'uns excursionistes, de diversos ossos humans que posteriorment foren atribuïts al Neolític tardà. A partir d'aleshores s'han succeït una sèrie de campanyes arqueològiques programades des de l'any 1998, dirigides en un inici per Artur Cebrià (junt amb M.R. Senabre en l'excavació preventiva del 1997). L'any 1998 l'arqueòleg municipal Josep Pou va realitzar una inspecció del jaciment, i l'any 1999 es va fer una nova excavació preventiva. Tot seguit, es va endegar un projecte científic d'excavació i investigació destinat a conèixer la dinàmica d'ocupació prehistòrica de la cova i integrar-ne el coneixement dins de les dinàmiques generals de poblament antic a les comarques penedesenques. A partir de l'any 2015 l'excavació ha estat codirigida per A. Cebrià i Juan Ignacio Morales. Actualment, el jaciment es troba gairebé totalment excavat. S'ha treballat tant a la sala superior com a la inferior. La primera compta amb una successió de nivells carbonatats on únicament s'ha documentat la presència de fauna plistocena. La segona sala, la inferior, és la que conté tot el dipòsit arqueològic, amb una àmplia forquilla cronològica, que comprèn des del Paleolític superior antic fins a una capa molt alterada d'enterraments col·lectius del final del Neolític i inicis de l'edat del bronze. A més, la presència d'algunes restes descontextualitzades mostren que la cova també va ser utilitzada durant la primera edat del ferro.
La investigació arqueològica de Cova Foradada ha documentat una seqüència estratigràfica que conté una successió d'ocupacions esporàdiques del xatelperronià, aurinyacià primerenc i gravetià.

## Context geològic
Cova Foradada és un petit túnel càrstic constituït per formacions de calcarenita dels períodes serraval·lià-tortonià (miocè) en contacte discordant amb calcàries i dolomies del valanginià-barremià (cretaci inferior). La morfologia actual de la cova consta d'una entrada circular que permet l'accés directe a la sala d'excavació de ca. 14 m², on una plataforma ascendent de travertí porta a una entrada més petita. Es desconeix encara la forma original del complex càrstic i com es va desenvolupar, però després de fer un sondeig a la plataforma de travertí propera a l'entrada superior, es van trobar altres materials addicionals del Paleolític superior que encara no han estat datats.
Les excavacions a la sala principal van permetre descobrir una seqüència estratigràfica de ca. 2,5 m des dels nivells superiors del Neolític superior fins als espeleotemes de la base. Aquesta successió estratigràfica conté 4 unitats litoestratigràfiques i 10 nivells arqueopaleontològics, 8 dels quals amb evidències d'ús/ocupació humana, des de l'òptim climàtic de l'holocè fins al pleistocè superior. De dalt a baix són les següents.:

1- Seqüència litoestratigràfica de l'holocè: compren les Unitats I i II. Aquestes unitats han estat més bioturbades que les del Plistocè.
- Unitat I. Els sediments inclouen bretxes de llambordes de calcarenita i còdols amb arenes orgàniques fines i petits palets de riera, i un gran estrat tabular amb una presència important de carbó i cendres. Aquesta unitat ha estat severament afectada per bioturbació i també per activitats antròpiques. Les datacions per ¹⁴C indiquen que es pot situar en l'holocè mitjà. D'acord amb la composició, està subdividida en dos subunitats arqueològiques, Ia i Ib.
- Unitat II. És un estrat petit i lenticular d'argila arenosa marronosa que conté abundants llambordes i còdols de calcarenita procedents del sostre de la cova. Ha estat severament alterada per trampling, bioturbació i el trasllat de sediments durant les activitats funeràries. La deposició original s'associa amb l'últim període glacial i l'holocè inferior.

2- Seqüència litoestratigràfica del Plistocè: abasta tres unitats majors, III, IV, i V, que han estat definides sobre la base dels trets sedimentaris i litològics excavats seguint la inclinació i orientació natural.
- Unitat III. Ocupa la part central de la seqüència i és, de totes les unitats, la més complexa; això no obstant, les restes arqueològiques trobades en aquesta unitat són escasses. Està composta per grans quantitats d'arenes calcàries groguenques dèbilment cimentades i només es conserva prop de les parets de la cova. Està distribuïda irregularment per tota la sala de l'excavació, pel fet que els processos erosius van afectar les subunitats superiors. Consta de tres nivells arqueològics diferents IIIn, IIIg, IIIc, classificats d'acord amb els canvis sedimentaris. A la part superior es troba el nivell arqueològic IIIn associat amb el gravetià primerenc. L'àrea excavada té menys de 2 m², i està constituïda per una bretxa de blocs de calcarenita reomplerts amb arena calcària groguenca i carbons vegetals. Es trunca al sud i només es conserva en un petit sector a l'extrem nord de la sala de l'excavació, prop de les parets de la cova. El següent nivell, el IIIg, és gairebé estèril (sense evidència antròpica). I el nivell IIIc, que corresponen a l'aurinyacià inferior, és el primer nivell arqueològic continu en la seqüència plistocena. Consisteix en un estrat tabular de 0,3-0,4 metres de gruix, que conté una quantitat massiva d'arena calcària litocromica de color marró clar amb alguns blocs de calcarenita. Conté abundants carbons vegetals, estructures de combustió i pedres vermelloses.
  - Plataforma de travertí 2 (TP-2). Està estratificada entre la unitat III i la unitat IV, i s'estén a través de gairebé la meitat de la sala de l'excavació. Consisteix en una bretxa poc estratificada amb forma de cúpula de 0,5 metres de gruix, formada per còdols de calcarenita i reomplerta amb precipitats de calcita erosionada. Té contacte lateral amb els nivells IIIg i IIIc, la qual cosa indica que ja s'havia format quan la unitat III va ser depositada. La seva base està formada per la unitat IV en tota la seva extensió.
  - Plataforma de travertí 1 (TP-1). Estratigràficament està sobreposada a la unitat III i probablement la va segellar. És un petit reducte d'un dipòsit de travertí, més gran i tou. S'ha identificat només en l'àrea nord de l'excavació.
- Unitat IV. Està constituïda per una bretxa estratificada d'un gruix de 0,6 m, d'un bloc de travertí parcialment o totalment reomplert amb grans quantitats d'arena fangosa calcària de color vermellós-groguenc. Aquesta unitat està distribuïda homogèniament en tota l'àrea excavada. Apareix directament sota el nivell IIIc a les àrees centrals i sud de l'excavació. Al nord està ben estratificada sota els nivells IIIn, IIIc i TP2. Està formada pels subnivells IV, IV1 i IV2 separats per dos estrats tabulars, continus de blocs de travertí. La IV2 està associada a l'ocupació CP. A la sala nord de l'excavació, la plataforma de travertí TP2 separa la unitat III (recobrint la plataforma) de la unitat IV (sota la plataforma). A la resta de la cova aquestes dues unitats tenen contacte directe. Durant l'excavació només s'ha pogut preservar una petita secció dels nivells a causa de les escasses proporcions de la cova i a la poca compactació dels sediments.
- Unitat V. Aquesta unitat es troba a la base de l'excavació i està formada per una bretxa de blocs de llambordes grogues i plaques de travertí, reomplerts amb sorra fangosa calcària de color vermellós-groguenc, amb un gruix de 0,6 m. Conté estructures criptocristal·lines. La bretxa cobreix dipòsits de marga i de calcilutita amb impregnacions criptocristal·lines negres. És arqueològicament estèril.

## Els rituals funeraris en el conjunt holocè
En el jaciment de la Cova Foradada de Calafell es van recuperar dos conjunts de restes humanes en la Unitat I. La diferència entre els dos conjunts era el tractament funerari, ja que es tracta d'una inhumació col·lectiva i un conjunt de restes humanes cremat.
El conjunt d'inhumació col·lectiva està format per més de 1300 restes òssies que daten del Neolític final-calcolític. Per altra banda es va obtenir una datació del Neolític cardial. Tanmateix, no es té seguretat respecte a aquesta adscripció cronològica, ja que la resta datada es trobà conjuntament amb les altres. El conjunt de cremacions consta de més de 1400 restes, que, tot i no estar datades, s'ha proposat una adscripció cronocultural al bronze final.
Junt amb les restes humanes, es van localitzar altres materials arqueològics com a elements d'aixovar: puntes de sageta, fragments de làmina, nombroses denes de collarets d'esteatita, denes en altres materials (pedra, os i petxina) i una destral polida.

### Conjunt d'inhumació col·lectiva
En el conjunt d'inhumació col·lectiva s'hi trobaren tots els elements anatòmics de l'esquelet humà, entre ells fins i tot una enclusa de la cadena d'ossets de l'oïda. Tanmateix, en el conjunt predominen els ossos de les mans i els peus, principalment falanges, juntament amb els ossos de l'esquelet axial postcranial, com les vèrtebres i costelles. El nombre mínim d'individus d'aquest conjunt és de 18, dels quals 13 eren adults majors de 17-18 anys en el moment de la mort, un adolescent d'entre 10 i 13 anys, un nen d'entre 5 i 8 anys, un d'entre 2 i 4 anys, un altre d'entre 1 i 2 anys i un nen neonatal que tenia uns 6 mesos d'edat quan va morir.
Mitjançant l'estudi tafonòmic es van documentar diversos actors i processos que van afectar de manera desigual, però en general lleu, la superfície dels ossos, destacant la bona conservació del conjunt. Els animals carnívors, probablement grans i petits cànids (llops, gossos i guineus) van accedir als cadàvers un cop dipositats a la cova consumint algunes parts. Altres modificacions que s'han observat han estat les vermiculacions produïdes per les arrels, l'afectació de l'exposició subaèria, les estries causades pel trepig i moviment dels sediments sobre els ossos, carbonatacions, dissolucions i precipitacions d’òxid de manganès. Totes elles en freqüències baixes. Tanmateix, els atacs de fongs i arrels modernes es registraren més sovint. A més es van localitzar modificacions antròpiques sobre un dels ossos. Es tracta d'un os semilunar que presenta un polit intencional en una de les cares, el propòsit del qual és desconegut, tot i que es podria tractar d'una preforma d'un objecte ornamental o funcional.

### Paleopatologies
Moreno-Ibáñez (2019) va dur a terme un estudi de les paleopatologies que presentava el conjunt. Es documentaren: patologia dental, patologia congènita de predomini vertebral, patologies infeccioses, traumatismes, patologies osteoarticulars, entesopaties, patologies tumorals, circulatòries i indeterminades.
- Patologia dental: la càries és la patologia més documentada (23 peces). Destaca la troballa d'una hipoplàsia marcada, que es relaciona amb estrès sotmès durant el creixement com infeccions, intoxicacions, o períodes d'inanició. En un altre cas es van documentar dos incisius per abrasió mecànica externa, probablement per ús com a eina (tercera mà) que conferiria un desgast dental d'origen cultural.[6]
- Patologia congènita: dins d'aquestes patologies s'ha pogut identificar un nombre de vèrtebres afectades d'escoliosi, presumptament del mateix individu, identificada per l'asimetria de les caretes articulars superiors i exteriors, així com per la curvatura del procés espinós de les vèrtebres.[6]
- Patologia infecciosa: la majoria de malalties infeccioses realitzen canvis en els teixits tous que no deixen senyals reconeixibles en el registre arqueològic. Les restes documentades en la Cova Foradada no permeten el diagnòstic amb certesa de cap d'aquestes patologies. S'ha trobat signes d'infecció òssia sobre nou elements. Tots ells presenten signes d'augment de la porositat de l'os d'afectació predominantment diafisària i no articular, característic en les afeccions infeccioses.[6]
- Traumatismes: els traumatismes són freqüentment documentats en les restes fòssils. En aquest jaciment es van identificar 4 fractures antemortem, dues fractures de crani i dues falanges, i 3 fractures perimortem totes sobre elements cranials. En el conjunt destaca un crani d'una dona de més de 50 anys que mostrà traumes antemortem i perimortem. Dos dels traumes antemortem estan regenerats totalment. Tanmateix un dels traumes localitzat sobre el parietal dret, mostrava un impacte de grans dimensions sense regeneració òssia. Aquesta fractura es va produir amb un objecte contundent que probablement fou la causa de la mort.[6]
- Patologia osteoarticular: es van identificar dues vèrtebres cervicals i dues falanges del tercer dit d'una mà amb signes d'artrosi. L'artrosi es caracteritza per la destrucció del cartílag de l'articulació provocant així la fricció entre els dos ossos que dona lloc a la destrucció de l'os friccionat, i a la llarga l'aparició d'osteòfits (hiperostosi, o formació d'os, de la zona friccionada).[6]
- Entesopaties: es refereix a la formació d'os en la zona d'inserció d'un tendó o un lligament a conseqüència d'un sobreús, inflamació o traumatismes, i també es relaciona amb l'edat. S'ha registrat entesopatia en una ròtula dreta, dos fragments de vèrtebres toràciques superiors i una falange mitjana del tercer dit de la mà dreta.[6]
- Patologia tumoral: Es van trobar dues tumoracions de petites proporcions en dues falanges d'una mà. Es tracta de dos possibles osteocondromes, però no es va poder descartar un condroma.[6]
- Patologia circulatòria: s'ha identificat una peça amb necrosis parcial de l'os, en l'epífisi distal de la falange proximal del primer dit del peu esquerre, que podria correspondre a una osteocondritis dissecant, caracteritzada per la manca d'aportació circulatòria. Aquesta patologia és causada habitualment per un traumatisme o per estrès mecànic.[6]

Tenint en compte les paleopatologies documentades sobre el conjunt, destaca que els individus del conjunt d'inhumació col·lectiva no presentaven patologies severes, tenien un estil de vida actiu, així com una mala higiene bucal. S'ha documentat també l'evidència de traumatismes intencionals, que és una prova de violència interpersonal. Mitjançant l'estudi forense s'ha conclòs que el traumatisme hauria estat realitzat per darrere i possiblement per un agressor dretà. L'objecte causant del traumatisme mortal podria haver estat un objecte de superfície recta i apuntada compatible amb una aixada de pedra polida.

### Possible inhumació del Neolític cardial
El neolític cardial o antic compren des de l'inici del Neolític (les dates més antigues a l'oest del Mediterrani són del 8000-7500 AP) fins al 6500 AP aproximadament. Aquest període també s'anomena cardial per l'aparició de ceràmiques amb decoració per impressió de la vora de la petxina Cardium edule.
En la Unitat I del jaciment Cova Foradada, com ja hem dit prèviament, és on es troben les restes humanes més antigues. Una d'elles, un molar humà, s'ha datat entre l'any 7240 – 6960 anys cal AP, que comprèn el neolític cardial o antic. En el conjunt es van localitzar 6 fragments de ceràmica amb característiques del Neolític cardial, que presumptivament pogueren pertànyer a l'aixovar funerari de la inhumació en qüestió. Dos vasos presenten una decoració amb cordó integrat a la vora donant l'aspecte de bisell. Un tercer és un vas de grans proporcions amb un cordó gruixut aplicat a manera de decoració. Un altre fragment semblaria de forma ovoide per la seva curvatura, on es pot veure una decoració cardial arrossegada. El cinquè es tracta d'un petit fragment amb decoració cardial arrossegada en franja delimitada. Finalment, existeix un fragment de petites dimensions de vora recta amb llavi pla que presenta una sola línia acanalada sota la vora i en paral·lel a aquesta.
Una altra dada que sosté la datació de les restes és la troballa de malacofauna marina més típica del període cardial que no pas del Neolític final-calcolític: Marginella sp. perforada a l'àpex i nombrosos efectius de Columbella rustica.
La informació de la qual es disposa sobre les inhumacions del Neolític cardial a la península Ibèrica són escasses, i per això no se'n pot deduir cap pràctica funerària homogènia. No obstant això, sí que es podria apuntar que es tractava d'inhumacions individuals en cova o a l'aire lliure. Alguns d'aquests podrien ser utilitzats de forma successiva com a espais d'inhumació col·lectiva, pel que es trobarien barrejats amb altres inhumacions de diferents períodes com és el cas de la Cova Foradada. Aquest esquema es repeteix en múltiples jaciments de la Península. Observen que aquesta conducta fou comú en la península Ibèrica i França, on es reciclaren aquests dipòsits en el neolític més recent i fins a l'edat de bronze, encobrint activitats funeràries prèvies. La persistència al llarg dels períodes descrits d'aquestes necròpolis (ja siguin col·lectives o individuals) des dels inicis del Neolític, fa pensar en un procés de territorialització i de sedentarització, i podrien confirmar la presència d'un hàbitat estable durant tot el Neolític en el territori.

### Conjunt de cremació
La cremació dels cossos dels difunts és una pràctica que es generalitza arreu del nord-est de la península Ibèrica durant el bronze final i que reflecteix profunds canvis socials i culturals. És característica d'aquesta època l'aparició de la Cultura de Camps d'Urnes que va arribar a la península Ibèrica a través de poblacions migratòries d'altres punts d'Europa creuant els Pirineus o des del Mediterrani. El difunt podia ser cremat en una pira funerària, o bé es podia cremar en el mateix lloc on s'hauria d'enterrar. Les restes es recollien posteriorment i es dipositaven dins d'un recipient que generalment era ceràmic, però també podia estar fet d'elements vegetals o de pells que no s'haurien conservat. És també característic d'aquest període trobar pocs, o cap, elements d'aixovar.
En el conjunt de la Cova Foradada no s'hi ha trobat cap resta ceràmica datada del bronze final, ni elements d'aixovar metàl·lics, però l'estudi tafonòmic forense que realitzà Moreno-Ibáñez (2019) revela un conjunt d'ossos cremats a altes temperatures de forma homogènia que fan pensar en una intenció funerària. No es disposa de datació radiocarbònica per l'alta combustió, i tampoc s'han pogut identificar la majoria d'ossos. Així i tot, s'ha pogut estimar un nombre mínim d'individus de 5 (3 adults i 2 nens). La mostra del conjunt fa pensar que la crema es va realitzar dins de la cova, ja que s'han trobat restes d'ossos de petita dimensió i gran nombre d'estelles, fets diferenciadors de la crema en pira on les restes posteriorment són recollides de forma selectiva i, per tant, hi ha una absència d'ossos petits. L'estudi tafonòmic també ha permès determinar una pràctica de cremacions primàries successives dins de la cova.
La pràctica de cremació no es va introduir de forma homogènia al territori, produint-se una situació transitòria en què conviurien amb les inhumacions. Es tenen evidències de cremacions en coves en la zona del Penedès i rodalia. L'estudi tafonòmic ha permès proposar que el conjunt de restes humanes cremades de Cova Foradada podria correspondre a aquesta etapa de transició, una possible primera aculturació produïda després del Neolític final-calcolític, però abans de la integració cultural completa de les necròpolis de Camps d'Urnes.

## El conjunt plistocè

### Tecnologia
Les restes d'indústria lítica són escasses al llarg de tota la seqüència plistocena a la Cova Foradada. Un patró comú en la seqüència és l'ús, gairebé exclusiu, de diverses varietats de sílex com a matèria primera de les eines elaborades. La distribució geoespacial de les àrees d'origen dels diferents tipus de matèries se situen entre 5 i 60 km de la cavitat, el que suggereix un rang d'adquisició local-regional per a tots els nivells.
Els conjunts d'indústria lítica recuperats es caracteritzen per una reducció fragmentada. Seqüències, en principi, relacionades amb dinàmiques d'ocupació de curta durada. Estan absents en el conjunt els nuclis amb un sistema de reducció estructurat. L'única evidència de la talla de la indústria lítica a la cova, procedeix d'un nombre escàs de nuclis de talla bipolar manipulats sobre enclusa a la unitat IV. De la mateixa manera, l'absència de restes de talla recolza que la reducció dels nuclis i la configuració de les eines poques vegades es van dur a terme en el jaciment. Les ascles retocades són el component més significatiu en els conjunts lítics de la Cova Foradada, caracteritzats per làmines i laminetes en percentatges alts.
Les restes d'indústria lítica recuperades en els nivells IIIc i IV són tipològicament diagnòstiques i, a part del context cronològic, són indicatius dels seus complexos tecnològics associats. La capa IV va proporcionar un petit conjunt lític que ressaltava la presència gairebé exclusiva dels conjunts xatelperronians. Això representa l'expressió més meridional d'aquest tipus d'eines a Europa, relacionades exclusivament amb la cultura xatelperroniana i, en principi, associada als grups neandertals.
Aquest jaciment representa la seqüència més meridional del xatelperronià i l'aurinyacià primerenc documentada a Europa. Allunyat de la influència càntabre-pirenaica i proper a la conca de l'Ebre, la Cova Foradada amplia significativament la distribució territorial d'ambdues cultures, proporcionant una referència geogràfica i cronològica important per redefinir els límits territorials on es va produir la transició cultural i, alhora, comprendre la desaparició dels neandertals i l'expansió dels humans moderns a la península Ibèrica. Així mateix, també es pot considerar un dels darrers punts on possiblement es va produir contacte directe entre les dues espècies, neandertals i Homo sapiens sapiens.

### Zooarqueologia i anàlisi taxonòmica
En les diferents intervencions arqueològiques, a la Cova Foradada es van recuperar més 2000 restes d'edat pleistocena. Entre aquestes restes hi ha una gran diversitat d'espècies.
Els mesovertebrats (petites aus de les famílies dels Corvidae, Phasianidae i altres petits passeriformes i lepòrids dels gèneres Lepus i Oryctolagus) són el grup taxonòmic més abundant en tots els nivells de la seqüència estratigràfica plistocena. El segon grup taxonòmic més nombrós correspon als mamífers carnívors, representats per vuit espècies diferents. El linx ibèric (Lynx pardinus), l'os bru (Ursus arctos), el lleopard (Panthera pardus) i la hiena tacada (Crocuta crocuta) són els tàxons més habituals del conjunt. Les restes de guineu (Vulpes vulpes), de llop (Canis / Cuon) i de lleó (Panthera leo) tanmateix són més escasses. Les restes de linx ibèric són les més abundants trobades a la cova. Pel que fa als ungulats, s'han documentat cérvols (Cervus elaphus), grans bovins (Bos / Bison) i èquids (Equus sp.). Altres tàxons només estan representant ocasionalment, però han tingut importants implicacions en la interpretació de la Cova Forada. D'una banda, lesTestudinae (veg. Testudo hermani) estan representades per un exemplar aïllat en el nivell IIIc. La seva presència és indicativa d'un clima suau i de la supervivència d'algunes poblacions d'aquest gènere al NE de la península Ibèrica, després de la desaparició, en aquesta regió, al final del Paleolític mitjà. Les grans aus rapinyaires estan representades per restes d'àliga daurada (Aquila chrysaetos), l'àguila imperial ibèrica (Aquila adalberti), el voltor comú (Gyps fulvus) i el milà reial (Accipitridae cf. Milvus milvus). La majoria dels ossos són falanges completes d'individus adults. La seva tafonomia indica interaccions entre rapinyaires i humans.
Llevat de petites diferències, la representació taxonòmica i els perfils esquelètics i de mortalitat són similars en tots els nivells. La presència de carnívors, adults i joves, grans aus rapinyaires, marques de dents en els ossos, egagròpiles i copròlits tots barrejats, fan pensar que els depredadors no humans varen ser els principals responsables de les acumulacions dels fòssils de fauna. L'anàlisi de les restes dipositades a la Cova Foradada ha permès interpretar que aquest espai va ser el cau de diferents animals, principalment el linx, i, també que fou utilitzada com a perxa de repòs per part de les aus rapinyaires. No obstant això, amb més o menys grau, a tots els nivells excepte el V, s'ha documentat l'activitat antròpica sobre algunes de les restes de la fauna, especialment de grans mamífers, tot i que també hi ha un consum important de caça menor, específicament conills.

### Elements ornamentals
La falange proximal del peu esquerre d'una àguila de grans dimensions, datada en 39.000 anys d'antiguitat ha estat una de les darreres troballes a Cova Foradada. Els resultats de l'estudi tafonòmic i les interpretacions culturals han estat publicades a la revista Science Advances. Es tracta d'un exemplar d'àguila imperial ibèrica (Aquila adalberti), una espècie endèmica de la península Ibèrica.
La falange presenta 12 marques de tall a la cara dorsal de la diàfisi. Les anàlisis tridimensionals d'aquests senyals van mostrar que la profunditat i micromorfologia de les marques són més pronunciades que les que hauria pogut produir el frec dels sediments durant el trepig. Aquests resultats van recolzar un indubtable origen antròpic de les incisions presents en la peça. Tenint en compte la situació de les marques de tall i les analogies fetes amb conjunts etnohistòrics i treballs experimentals, es va poder descartar que aquestes estiguessin relacionades amb l'ús nutricional de les parts distals de les extremitats, fet pel qual es va poder proposar el seu possible ús amb finalitats simbòliques o ornamentals.
La troballa d'ornaments personals en els jaciments arqueològics ha estat considerada una prova del comportament simbòlic de les poblacions humanes del passat que es relaciona amb l'aparició de la “conducta humana moderna”. L'ús de talons de rapinyaires com a ornaments sembla una de les evidències de simbolisme més difoses entre les poblacions de neandertals a Europa. S'han trobat les urpes de rapinyaires a jaciments datats a partir de ca. 130.000 anys. La peça localitzada a Cova Foradada amplia el ventall geogràfic i temporal conegut d'aquest comportament, ja que és la més antiga de la península Ibèrica i proporciona la primera documentació del seu ús entre les seves poblacions.
L'aparició recurrent d'urpes de rapinyaires al llarg del Paleolític mitjà, incloent-hi la presència entre les darreres poblacions neandertals del xatelperronià, planteja la qüestió de la supervivència d'alguns elements culturals del Paleolític mitjà en els conjunts transicionals al Paleolític superior i posteriors.
D'altra banda, en el nivell IIIn es van documentar una gran abundància d'ornaments perforats de petxines: gasteròpodes i escafòpodes marins. S'han identificat 9 tàxons diferents: Homalipoma sanguineum, Tritia neritea, Tritia incrassata, Tritia reticulata, Nucella lapilles, Turritella communis, Brittium reticulatum, Nassarius circumcinctus i Antalis sp. Totes les espècies documentades estan relacionades amb el Mediterrani, amb l'excepció de N. lapillus, que suggereix un origen atlàntic. En el nivell IV, al costat de la falange d'àguila, també es va trobar el gasteròpode Steromphala varia. La conquilla ha perdut tota la seva coloració externa permetent que la superfície perlada subjacent es destaqui. Aquest espècimen de Steromphala és únic en el jaciment, ja que no s'han observat altres exemples d'aquest tàxon entre l'abundant conjunt de petxines i també és l'única petxina marina no perforada trobada en el lloc.